# Aziza Baccouche
Zohra Aziza Baccouche (* 25. November 1976; † 11. Juni 2021) war eine US-amerikanische Physikerin und Filmemacherin. Sie studierte als erste blinde Person am College of William & Mary Physik und war Gründerin und CEO des Medienunternehmens Aziza Productions.

## Leben und Werk
Baccouche war eines von sieben Kindern der afroamerikanischen Mutter Ella Lee Russell und dem tunesischen Vater Mustapha Baccouche. Im Alter von 8 Jahren wurde bei ihr ein gutartiger Hirntumor entdeckt, der die Hirnflüssigkeit blockierte, wodurch verschiedene Teile ihres Gehirns beeinträchtigt wurden. Ihr Sehvermögen wurde auf 9 Prozent des normalen Sehvermögens reduziert. Sie hatte neun Gehirnoperationen und erhielt eine sechswöchige Protonentherapie. Einige der Operationen dienten der Verkleinerung des Tumors, andere dem Einsetzen von Stints zur Kontrolle des Abflusses der Flüssigkeitsansammlung in ihrem Gehirn. Die experimentellen Protonenbestrahlungen zerstörten mehr von dem umliegenden gesunden Hirngewebe, sodass ihr Tumor ungehindert wachsen konnte und ihre Stints nicht mehr richtig funktionierten.
Sie wuchs in Tunesien auf und besuchte dort einige Jahre eine Blindenschule, bevor sie mit ihren Eltern in die USA zurückkehrte. In den USA besuchte sie eine normale Highschool. Nach ihrem Bachelor-Abschluss in Physik 1995 am College of William and Mary erwarb sie ihren Master-Abschluss an der Hampton University. Sie promovierte 2002 in Physik bei Thomas D. Cohen an der University of Maryland, College Park mit der Dissertation:  Phänomenology of Isoscalar Heavy Baryons.
Während ihrer Promotion in theoretischer Kernphysik erhielt sie 1998 ein Stipendium für Massenmedienwissenschaft und -technik der American Association for the Advancement of Science (AAAS) und wurde der Wissenschafts- und Technologieabteilung von CNN in Atlanta zugeteilt. Sie sammelte während dieser Zeit praktische Erfahrung bei der Produktion von Wissenschaftsnachrichten-Videosegmenten, die in den CNN-Nachrichtensendungen ausgestrahlt wurden. Im Anschluss an ihr AAAS-Stipendium produzierte sie weiterhin Wissenschaftsnachrichtensegmente für CNN im Washingtoner Büro. 2020 gründete sie eine Produktionsfirma für Wissenschaftsmedien, Azziza Productions.
Nach ihrer Promotion wurde sie Wissenschaftsproduzentin und Korrespondentin für Evening Exchange bei Howard University Television. Sie produzierte wissenschaftsbasierte Multimediaprodukte, darunter Fernsehfilme zur Förderung der wissenschaftlichen Bildung von Laien. Außerdem produzierte sie kurze Werbevideos für wissenschaftsbasierte gemeinnützige Organisationen wie die American Physical Society (APS) und die National Society of Black Physicists (NSBP), sowie Werbevideos für akademische Universitätsprogramme, beispielsweise für die Physikabteilung der Howard University.
Sie veröffentlichte 2020  Seeking Vision: A Memoire of a Legally Blind Doctor of Nuclear Physics who Dared to Envision Possibilities, in dem sie ihren Umgang mit dem Astrozytomtumor und dessen Auswirkungen auf ihr Sehvermögen dokumentierte.
2013 wurde sie bei der Nationalversammlung der Women's Federation for World Peace USA mit einem HerStory Award ausgezeichnet.
Baccouche starb 2021 im Alter von 44 Jahren an den Folgen eines Hirntumors.

## Veröffentlichungen (Auswahl)
- mit Chi-Keung Chow, Thomas D. Cohen, Boris A. Gelman:  Model independent predictions for low-energy isoscalar heavy baryon observables in the combined heavy quark and large N(c) expansion. Phys.Lett.B 514, (2001, S. 346–354.
- mit Chi-Keung Chow, Thomas D. Cohen, Boris A. Gelman: Excited heavy baryons and their symmetries. 3. Phenomenology. Nucl.Phys.A 696, 2001, S. 638–666.